# Juliette Gordon Low
Juliette Gordon Low (31. října 1860 – 17. ledna 1927) byla zakladatelkou dívčího skautu v USA společně se sirem Robertem Baden-Powellem, zakladatelem skautského hnutí. Juliette sdílela s Robertem společnou lásku k cestování a společně podporovali ženský skauting. Juliette podpořila ženské hnutí a svolala je jako skupinu v roce 1911 ve Skotsku.
V roce 1912 se vrátila zpátky do USA, kde působila v Savaně v Georgii. V roce 1915 se její ženská skupina dostala do povědomí obyvatel pod jménem Girl Scouts (Dívčí skauti) a Juliette se stala jejich první prezidentkou. V této funkci byla aktivní až do své smrti.
31. říjen, den kdy se narodila, se stal významným mezi dívčím skautem pod jménem Founder's Day.

## Mládí
Juliette Magill Kinzie Gordon se narodila 31. října 1860 v Savaně v Georgii. Byla pojmenována po své babičce Juliette Augusta Magill Kinzie a od svého strýce dostala přezdívku Daisy. Byla druhé ze šesti dětí Williama Washingtona Gordona II. a Eleanor Lytle Kinzie. Otec byl majitelem firmy Tison & Gordon, která se později přejmenovala na W.W. Gordon & Company a matka byla spisovatelkou. Matčina strana rodiny hrála významnou roli při zakládání města Chicago.
Pouhých 6 měsíců po jejím narození její otec nastoupil do státní armády a bojoval v Americké občanské válce. V roce 1864 se společně s její matkou a dvěma sestrami odstěhovali do Thunderboltu v Georgii. Téhož roku po vítězství ve válce byla její rodina navštívena generálem Williamem T. Shermanem, který byl přítelem jejího strýce. Sherman rodině nabídl bydlení v Chicagu, kam se v březnu 1865 odstěhovali. Po příjezdu do Chicaga Juliettin otec Gordon onemocněl mozkovou obrnou, která mu způsobila spoustu komplikací. O pár měsíců později, když prezident Andrew Johnson vyhlásil amnestii, se vrátili zpátky do Savany.
Jako dítě byla mnohokrát nemocná a měla spoustu nehod. V roce 1866, její matka v dopise napsal: "Daisy spadla z postele - přímo na hlavu, jako obvykle...". Téhož roku si zlomila dva prsty, které jí chtěli nechat její rodiče amputovat. Také měla silné bolesti uší a prodělala několik zánětů a podezření na malárii.
Juliette strávila hodně času věnováním se malbě a poezii během studia. Plánovala založit si společně se sestřenicemi vlastní novinový plátek s názvem The Malbone Bouquet, ve kterých zveřejňovala svou počáteční poezii. Také s nimi založila klub, který měl pomáhat ostatním. Klub pomocných rukou se zaměřil na šití oblečení pro děti italských imigrantů. Říkala si Craizy Daisy (Bláznivá Daisy), pod tímto pseudonymem se začínala dostávat do povědomí společnosti. Její sestřenice Caroline o ní řekla: "Když jste někdy nevěděli, co máte dělat dál, ihned věděla, co vám má poradit".
Její rodiče ji vychovávali podle jižanských hodnot. Celý život plnila pečlivě své povinnosti, byla poslušná, věrná a respektovala ostatní. Když jí bylo 12 let, nastoupila na internátní školu. Vystřídala jich během svého dospívání několik, včetně školy Miss Emett's v New Jersey, ženského školního institutu ve Virginii, Edgehillská škola a Mademoiselles Charbonniers, což byla francouzská škola v New Yorku, kde nakonec odmaturovala. Během studia na škole Edgehill se stala členkou skupiny Theta Tau, kde se všichni členové scházeli a získávali odznaky. V roce 1880, poté co ukončila studium, nastoupila na hodiny malování v New Yorku. Jejím učitelem byl Robert Walter Weir, známý malíř.

## Osobní život

### Manželství
Po smrti její sestry Alice ke konci roku 1880 se Juliette vrátila do Savany, aby převzala její dům a pozemky jako dědictví a navštívila truchlící matku. V této době poznala Williama Mackaye Lowa, syna rodinného přítele. Tajně spolu začali randit. Poté William odjel ze Savany na studium do Oxfordu. Znovu se potkali až o tři roky později v roce 1884. Juliette během jejich odloučení cestovala po Evropě, kde se naučila těsnopis a ježdění na koni s překážkami. Také se zúčastnila několika lovů. V druhé polovině roku 1885 ji William požádal o ruku.
Vzali se 21. prosince 1886 v Savaně, svatba se konala za přítomnosti jejich rodičů. Na svatební cestu odjeli do St. Catherines Island, nedaleko Savany. Poté navštívili Londýn a Skotsko, kde se účastnili schůzí společnosti stejně smýšlejících lidí. Ve Skotsku strávili celou loveckou sezónu. První dva roky manželství však strávili převážně odděleně, kvůli jejím zdravotním potížím a jeho zájmu o lov a gamblerství. Dlouhé odloučení a Juliettin problém s otěhotněním dost změnilo jejich vztah. 
Juliette trávila spoustu času kreslením a naučila se obrábět dřevo a kov. Také navrhla a postavila plot kolem svého domu ve Warwickshire. Pořádala večírky a oslavy přímo v domě. Navštívil ji sám král Eduard VII., když byl ještě nositelem titulu princ z Walesu. Ten byl přítelem jejího manžela Williama a její matky. Také věnovala spoustu času charitě, i když s tím William nesouhlasil. Navštěvovala ženy, které onemocněly leprou, chudým lidem dávala najíst a starala se o ně v nedaleké vesnici, kde se stala místní zdravotní a pečovatelskou sestrou. 

### Oddělení
V roce 1895 si Juliette uvědomila, že v manželství s Williamem není šťastná a brání jí v jejích zájmech. Začala s ním trávit čas osamotě. William však o ni neměl zájem, začal spát s jinými ženami a pít nadměrné množství alkoholu. 
V roce 1901 vdova po siru Hughovi Allaynovi Saceverell-Batemanovi zůstala jako host v Juliettině domě ve Skotsku. Juliette nachytala svého muže při nevěře s touto ženou, načež se odjela pryč k rodině a přátelům. Byla velmi zklamaná z toho, co se stalo a rozhodla se podat žádost o rozvod. Odeslala mu telegram, na který jí rok neodpověděl. William však nechtěl rozvod ani oddělení od Juliette a tak jí o rok později napsal dopis, jestli s ním nechce zůstat, s čímž Juliette souhlasila.
William se však nepoučil a začal rozhazovat její peníze v nevěstincích a v kartách. Juliette tedy nakonec podala žádost o rozvod. Po rozhovoru s právníkem musela dokázat jeho nevěru a cizoložství, alkoholismus a nepříčetnost. Během dokazování u soudu musela být vdova Batemanová jmenována, čímž se rozpoutaly pomluvy ve společnosti a ohrozilo to její postavení ve společnosti. Rozvod trval velmi dlouhou dobu.
V druhé polovině roku 1902 dostala Juliette po dvou letech peníze od Williama. Využila je na svou dobročinnou činnost a pronájem domu v Londýně. William jí začal pravidelně platit alimenty v roce 1903 a to 2 500 liber ročně do jejího domu v Savaně. Později téhož roku se definitivně odstěhovala z Londýna.
Poté, co William prodělal cévní mozkovou příhodu, stáhla Juliette žádost o rozvod. Uvedla, že by nebylo čestné se s ním rozvést, když jeho zdravotní stav není příliš dobrý. William Low zemřel na srdeční záchvat v červnu 1905, těsně před tím, než bylo dokončeno rozvodové řízení. Po pohřbu vše nechal vdově Batemanové, která byla jeho milenkou v roce 1903. Sestry Williama však vše, co jim bylo v závěti odkázáno, věnovaly Juliette.

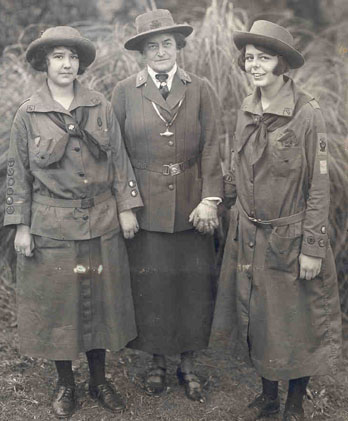
Juliette Gordon Low (uprostřed) se dvěma dívkami ze skautu, Robertine McClendon (vlevo) a Helen Ross (vpravo)

## Nemoc a smrt

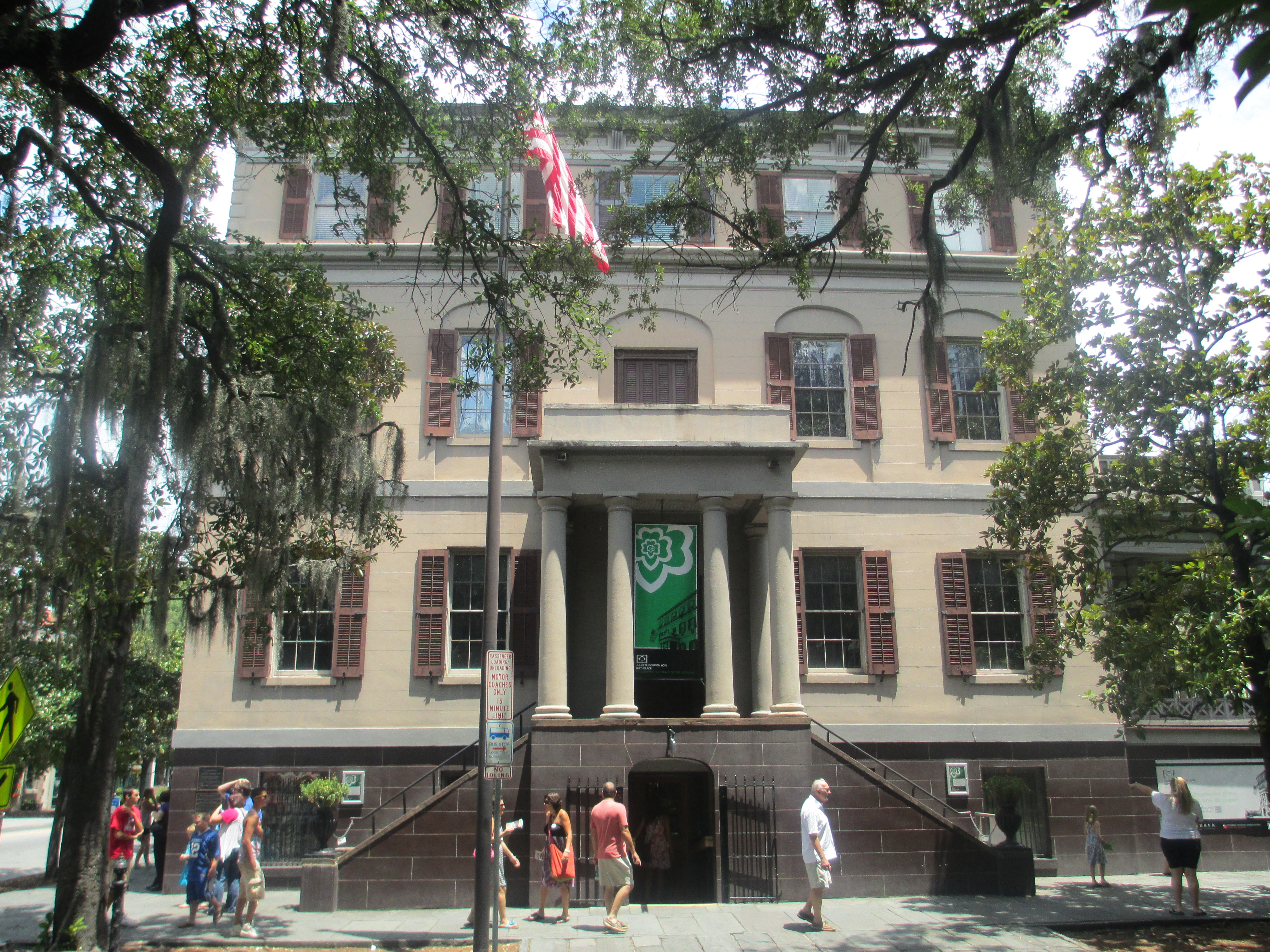
Dům, kde se Juliette Gordon Low narodila, který je otevřen turistům a veřejnosti.

U Juliette se v roce 1923 zjistila rakovina prsu, kterou však utajila. V únoru 1924 podstoupila operaci. Poté se vrátila zpět ke své práci s americkými skautkami a mezinárodním koncilem. V utajení před veřejností podstoupila ještě další dvě operace, při snaze vyléčit rakovinu. V roce 1925 oznámila, že jí zbývá pouze 6 měsíců života. Stále však pokračovala v práci a otevřeně mluvila o této nemoci na regionální konferenci v Richmondu.
Juliette odcestovala do Liverpoolu, kde podstoupila léčbu doktora Williama Blair-Bella. Dostávala infuze s kolidujícím olovem. Pokus o léčbu byl neúspěšný a na své 66. narozeniny byla přiotrávená olovem.
Vrátila se zpátky do USA, kde se setkala se svým doktorem, který jí oznámil, že už jí moc do smrti nechybí. Vrátila se do svého rodného domu, kde strávila posledních pár měsíců života.
Juliette zemřela v Savaně 17. ledna 1927 ve věku 66 let. Čestná stráž dívčích skautek jí vzdali hold na jejím pohřbu v Christ Chuch hned na druhý den. 250 dívek odešlo ten den ze školy dříve, aby mohli uctít její památku na hřbitově Laurel Grove Cemetery. Juliette byla pohřbena ve své skautské uniformě a v peněžence měla vzkaz: "Nejste jen první ženská skautka, ale také nejlepší skautka ze všech". Na jejím náhrobním kameni je napsáno Nyní zbyla jen víra, naděje a láska .. avšak nejlepší je láska"

### Děditství
Její rodný dům je navštěvován skautkami z celého světa. V roce 1965 byl její rodný dům zapsán jako národní historická památka. V roce 1979 byla zapsána v Mezinárodní ženské síni slávy. 29. května 2012 na výročí založení dívčího skautu jí byla uctěna památka tím, že jí byla udělena Prezidentská medaile svobody.
V USA dívčí skautky každý rok oslavují 31. října její narozeniny. Juliette si také nechala patentovat dva své vynálezy. První byl kontejner na konzervy a hliníkové plechovky. Druhý byl specifický design, který směl používat pouze její oddíl.